# Kreuzerhöhung (Oberhersdorf)

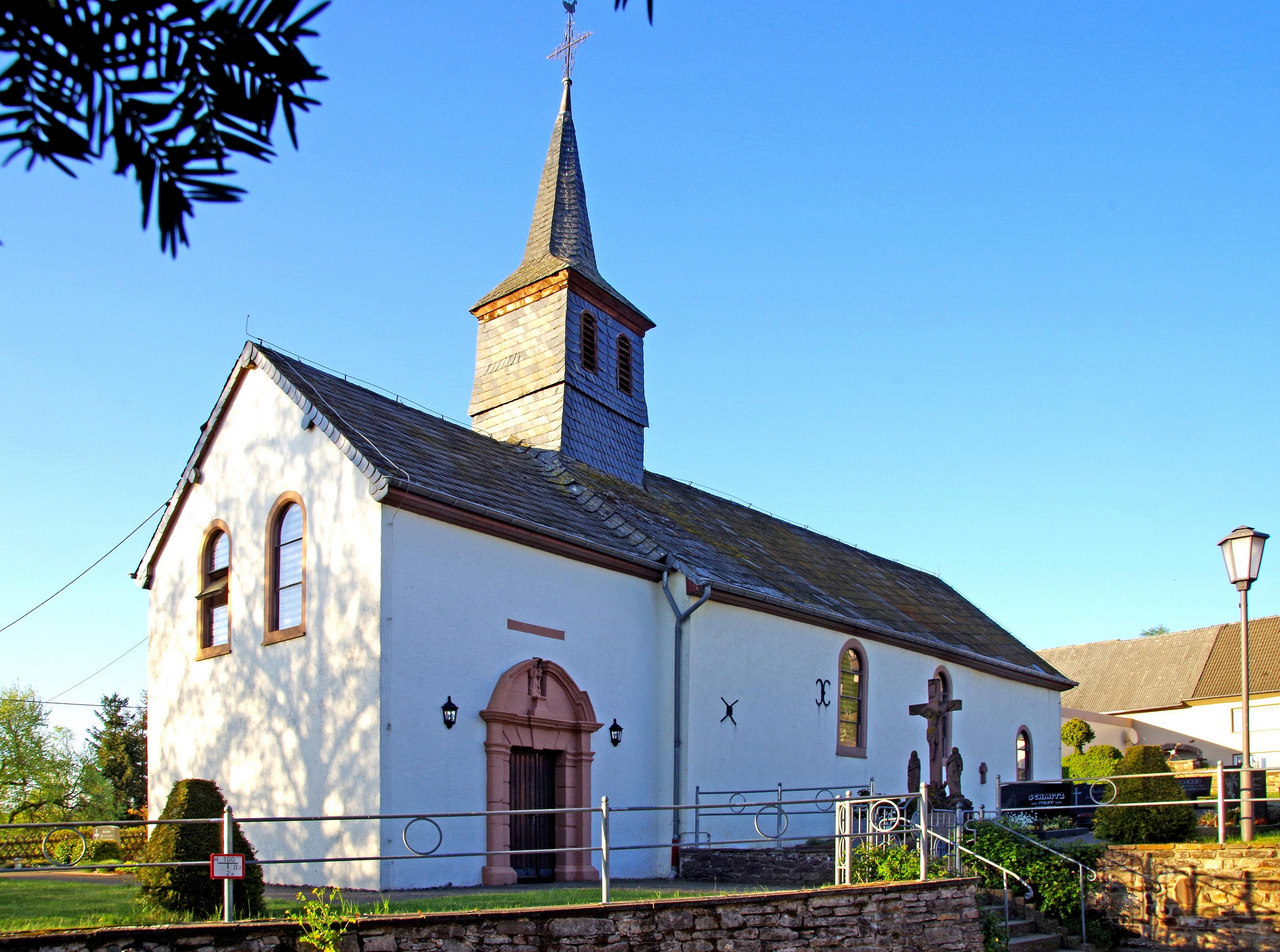
Kreuzerhöhung (Oberhersdorf)

Die Kapelle Kreuzerhöhung ist die römisch-katholische Filialkirche in Oberhersdorf, Ortsteil von Hersdorf, im Eifelkreis Bitburg-Prüm in Rheinland-Pfalz. Die Kirche gehört zur Pfarrei Schönecken in der Pfarreiengemeinschaft Schönecken-Waxweiler im Dekanat St. Willibrord Westeifel im Bistum Trier.

## Geschichte

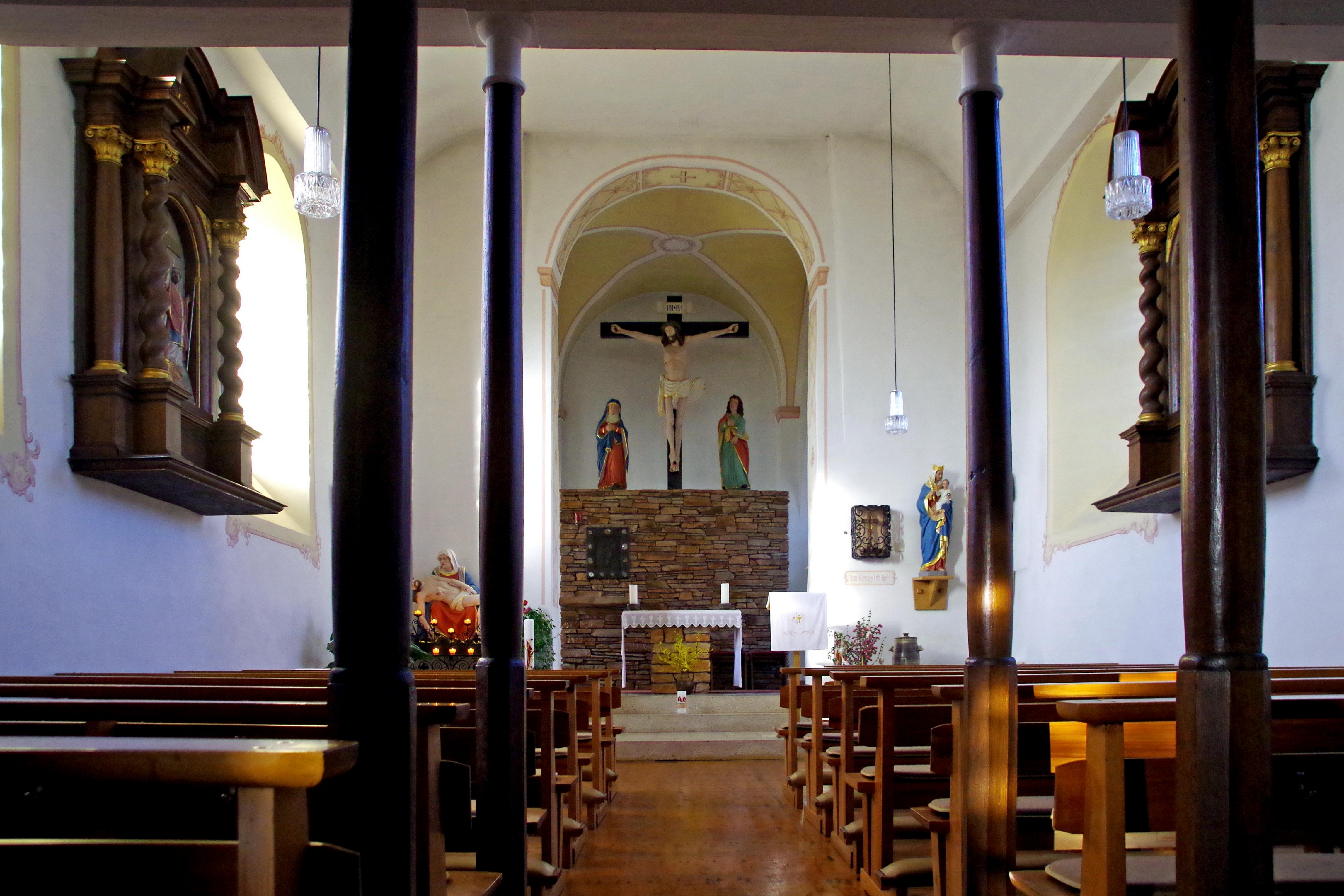
Kreuzerhöhung (Oberhersdorf)

Der heutige Kapellenbau mit Dachreiter stammt aus dem 18. Jahrhundert. 1837 wurde eine flache Decke eingezogen, sodass nur noch der Chorraum sein Kreuzgewölbe zeigt. Die Kirche trägt das Patrozinium vom Heiligen Kreuz.

## Ausstattung
Bemerkenswert ist im Chor die naturbelassene Bruchsteinmauer, auf der eine lebensgroße Kreuzigungsgruppe steht. An den beiden Längswänden des Schiffes befinden sich zwei große hölzerne Retabel früherer Nebenaltäre (Kreuzauffindung und Kreuzerhöhung).